# Linin
Linin – wieś w Polsce położona w województwie mazowieckim, w powiecie piaseczyńskim, w gminie Góra Kalwaria. Znajdują się w niej: nadajnik radiolatarni VOR/DME LIN oraz zabytkowy wiatrak typu „koźlak” z 1854 r.
Na terenie wsi utworzono dwa sołectwa Linin i Osiedle Linin.
| SIMC    | Nazwa   | Rodzaj  |
| ------- | ------- | ------- |
| 0001838 | Lininek | kolonia |

Wieś duchowna położona była w drugiej połowie XVI wieku w powiecie czerskim  ziemi czerskiej województwa mazowieckiego. W latach 1975–1998 miejscowość administracyjnie należała do województwa warszawskiego.
Od roku 2004 w Lininie działa ośrodek dla cudzoziemców, mieszkają w nim głównie Czeczeńcy.